# Tangelnscher Bach
Der Tangelnsche Bach ist ein Nebenfluss der Jeetze.
Teile des Flusslaufs sind Bestandteil des Naturschutzgebietes Beetzendorfer Bruchwald und Tangelnscher Bach, des Biotopverbunds Natura 2000 und als FFH-Gebiet ausgewiesen. Der Bach entspringt nahe Mellin und mündet im Bereich Beetzendorf in die Jeetze.
Nachgewiesen sind im naturnahen Fluss Vorkommen von Bachneunauge und Bachforelle, in den anliegenden Erlen-Eschenwäldern sind Feuersalamander und Eisvogel beheimatet.